# Cryptome
Cryptome är en webbsida skapad av John Young och Deborah Natsios som lagrar information om yttrandefrihet, kryptografi, spioneri och övervakning. Webbsidan har rapporterats lagra över 54 000 filer, bland annat fotografier från USA:s invasion av Irak 2003, listor på människor som tros vara agenter för MI6, kartor över regeringsbyggnader, döda och lemlestade från Irakkriget, foton av det havererade kärnkraftverket i Fukushima, med mera.